# Moisés de Miguel Ángel

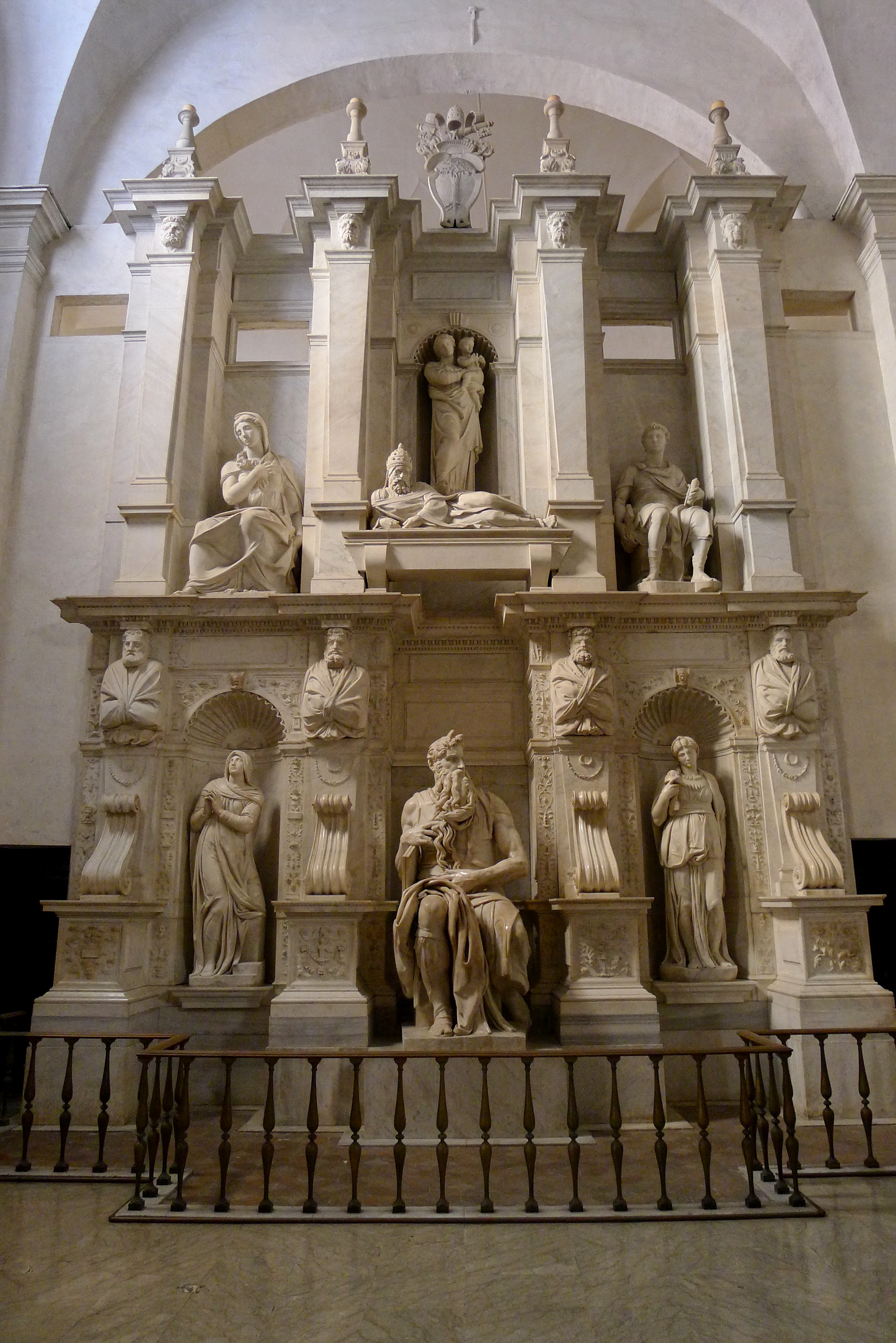
Tumba de Julio II, con las estatuas de Miguel Ángel Raquel y Leah (a izquierda y derecha de Moisés)

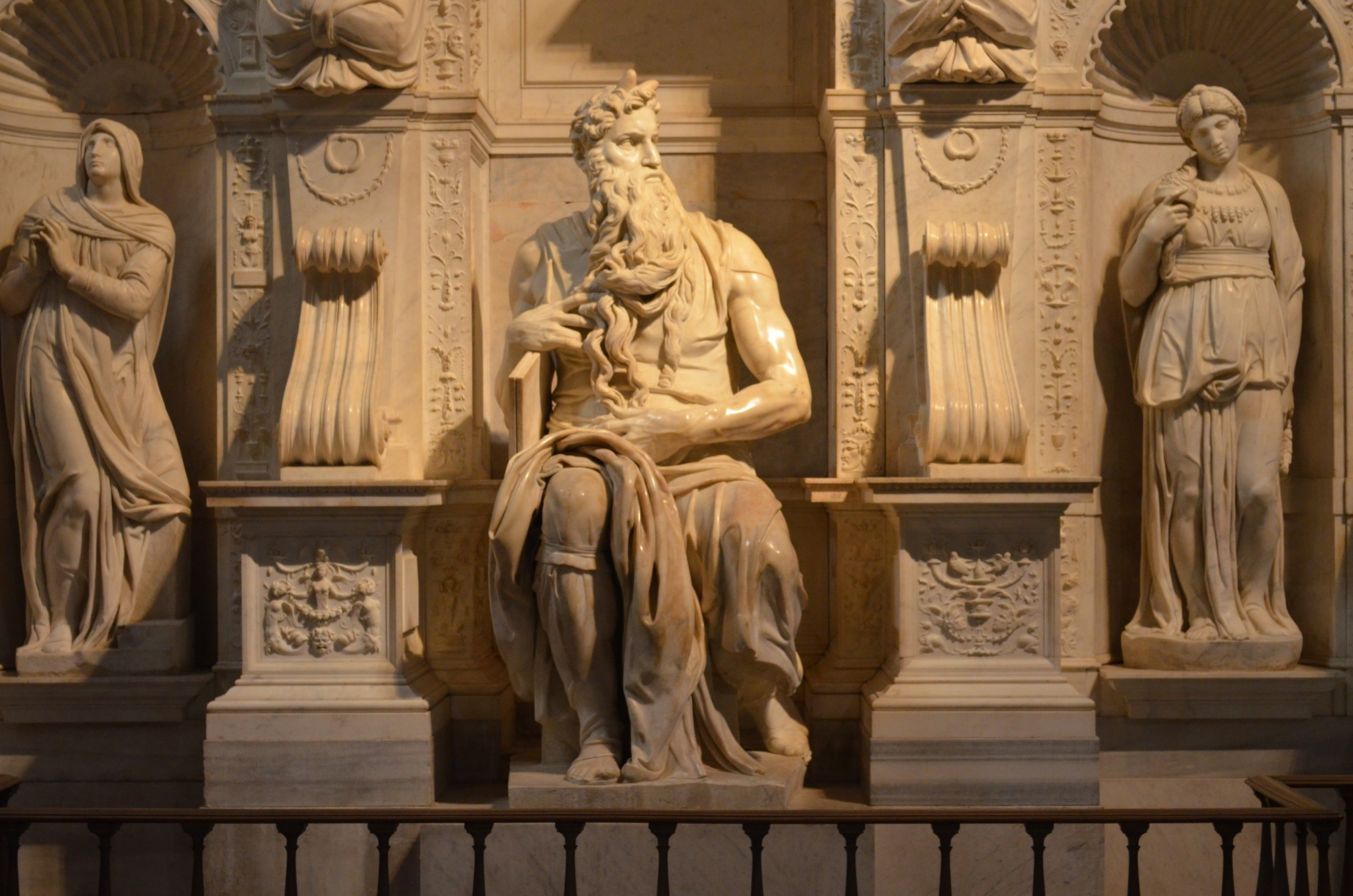
Moisés iluminado por el sol que entra por una pequeña ventana superior, dejando ver los detalles de la obra maestra del artista.

El Moisés (Mose en el italiano original) es una escultura de mármol blanco encargada en 1505, realizada en 1513-1515, y retocada en 1592, obra de Miguel Ángel, centrada en la figura bíblica de Moisés. Originariamente concebida para la tumba del papa Julio II en la basílica de San Pedro, el Moisés y la tumba se colocaron finalmente en la iglesia mayor de San Pietro in Vincoli, en la zona del Esquilino, tras la muerte del Papa. Los miembros de la familia della Rovere, de la cual procedía el Papa, fueron los mecenas de esta iglesia, y él mismo había sido su cardenal titular antes de su nombramiento al frente de la Iglesia Católica.

## La obra
La tumba de Julio II, una estructura de pequeñas dimensiones que debía dar a Miguel Ángel el suficiente espacio para sus seres superhumanos y alegres, se convirtió en una de las grandes decepciones de la vida del artista cuando el Papa, sin ofrecer explicación alguna, interrumpió las donaciones, posiblemente desviando dichos fondos a la reconstrucción de San Pedro por parte de Donato Bramante. El proyecto original estaba formado por una estructura independiente, sin apoyo, de tres niveles, con aproximadamente 170 estatuas. Tras la muerte del Papa en 1513, la escala del proyecto se redujo paulatinamente hasta que, en 1542, un contrato final especificó una tumba con un muro sencillo y con menos de un tercio de las figuras incluidas en el proyecto original.
El espíritu de la obra, sin embargo, se puede observar en la figura del Moisés, finalizado durante una de las reanudaciones del trabajo en 1513. Diseñado para ser visto desde abajo, y equilibrado por otras siete enormes formas de temática similar, el Moisés actual, en su contexto irrisorio comparado con el proyecto original, difícilmente puede tener el impacto deseado por el artista. El líder de Israel se presenta sentado, con las Tablas de la Ley debajo del brazo, mientras que con la otra mano acaricia los rizos de su barba. La imaginación puede situar esta representación de Moisés en el pasaje de éxtasis tras recibir los Mandamientos en el Monte Sinaí, mientras que, en el valle al pie del monte, el pueblo de Israel se entrega una vez más a la idolatría. De nuevo, Miguel Ángel utiliza una cabeza vuelta, concentrando una expresión de tremenda ira que se refleja también en la poderosa constitución de la estatua y en sus ojos.
La relevancia de los detalles del cuerpo y de los pliegues de los ropajes, que provocan cierta tensión psíquica, se puede apreciar estudiando minuciosamente la escultura: la protuberancia de los músculos, la hinchazón de las venas, las grandes piernas, pesadas al empezar a moverse. Tal y como afirma un escritor, si este titán se levantara, el mundo se rompería en pedazos. Miguel Ángel lleva la cólera sagrada de Moisés hasta su punto más álgido. Sin embargo, la contiene, puesto que los pasionales seres del artista tienen prohibida la liberación de sus energías. Es una representación neoplatónica, la parte derecha está estable, es la parte divina, por donde le viene la inspiración, en contraposición la parte izquierda es la parte por donde le viene el peligro y el mal. Está tenso, viendo como su pueblo ha caído en la idolatría. Tiene cuatro elementos neoplatónicos, la tierra, representada en la pierna con los pliegues de la ropa a modo de cueva. El aire cuando respira, se percibe en las aletas de su nariz, que se expanden. El agua representada en sus barbas a modo de cascada. El fuego representados con esos "cuernos" (en pintura era fácil de representar, con una luz detrás del personaje, pero en escultura tuvo que emplear este artificio). La sangre fluye de manera contenida, parece que está a punto de estallar y empezar a gritar, frunce el ceño, su psique se puede captar a través de su gesto y su mirada, podemos ver su pensamiento: es un trabajo psicológico muy estudiado.
El trabajo de Miguel Ángel inspiró otra estatua de Moisés en la Fontana dell'Acqua Felice,  obra de Leonardo Sormani, con la colaboración de Prospero Antichi, de inferior calidad.

### Los cuernos de Moisés
Moisés, siguiendo una tradición iconográfica occidental, está representado con dos cuernos en su cabeza. Esta imagen proviene de la descripción del profeta después de bajar del Monte Sinaí, tal como se relata en el capítulo 34 del Éxodo (Ex. 34:29- 30 y 35), según la traducción latina conocida como la Vulgata. En dicho texto, y algunas traducciones vernáculas como la Biblia Douay Rheims en inglés, se lee que la faz de Moisés era  "cornuta" ("horned" en inglés).  El texto hebreo señala que el rostro de Moisés resplandecía, para lo cual usa la palabra qāran (de la raíz qrn, que suele traducirse como cuerno). Aunque algunos historiadores sostuvieron que Jerónimo, el traductor de la Biblia al latín, cometió un error, lo cierto es que en sus otros escritos, Jerónimo muestra que entiende a qeren como una metáfora de "gloria", en especial en su Comentario sobre Ezequiel, donde escribe que el rostro de Moisés "fue transformado en 'glorioso', o, como se diría en hebreo, 'cornudo'": 77 : 98–105 Durante la Edad Media y el Renacimiento, se comprendía claramente la metáfora: 74–90 .
La primera representación de Moisés con cuernos aparece en un manuscrito anglosajón del siglo XI (ca. 1050),una paráfrasis del Pentateuco y Josué escrita por el monje Aelfric .: 13–15  Imágenes similares son comunes a partir de entonces, en toda Europa Occidental,.: 61–65 entre ellas los vitrales de las catedrales de Chartres y Notre Dame y de la  Sainte-Chapelle.: 65–74 
En un libro aparecido en 2008, el rabino Benjamin Blech avanzó la hipótesis de que, en su emplazamiento original, los "cuernos" no serían visibles, pero sí la luz reflejada en ellos; de esta manera el rostro de Moisés parecería irradiar un brillo sobrenatural.